# Llista de ciutats de l'Argentina per població
osadasEn aquesta llista de ciutats de l'Argentina per població s'hi mostren les ciutats argentines amb una població superior a 45.000 habitants, segons el cens del 2001 de l'INDEC.

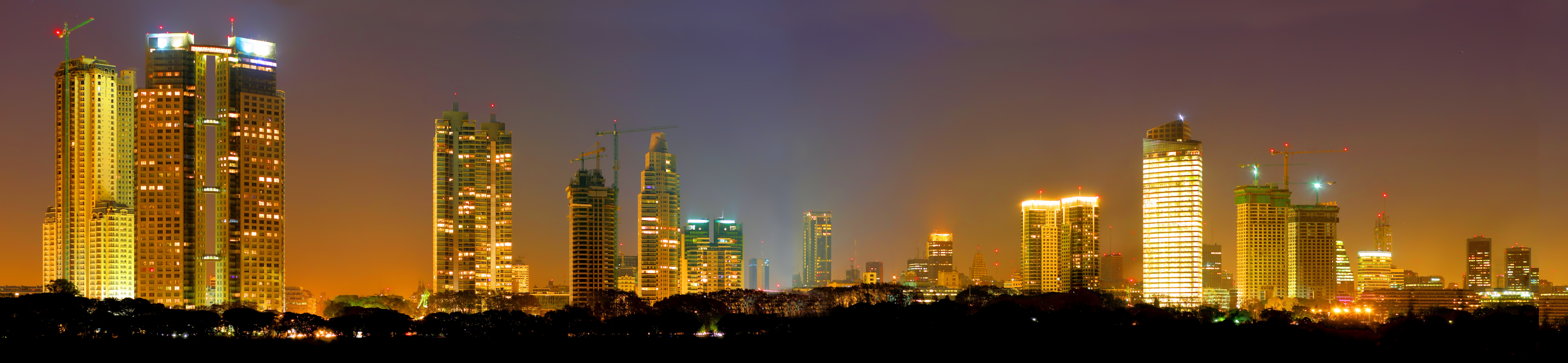
Buenos Aires

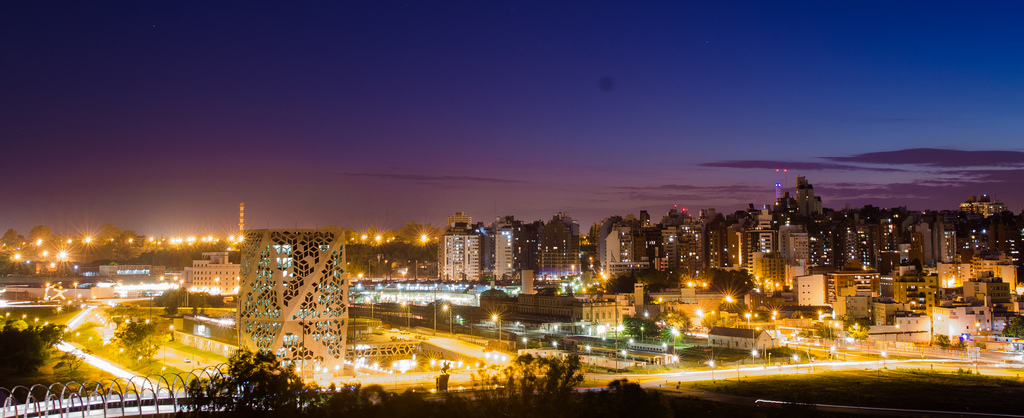
Córdoba

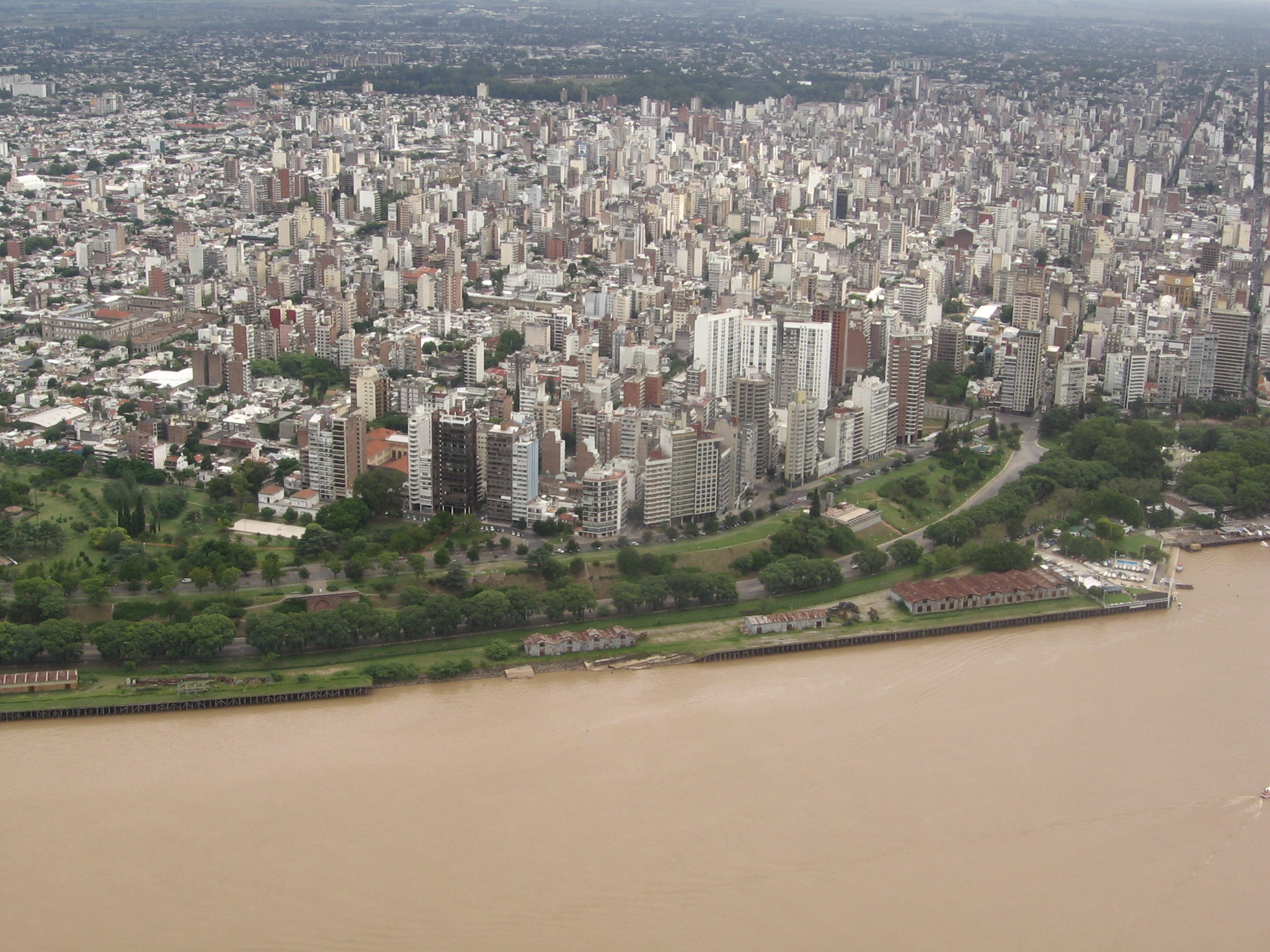
Rosario

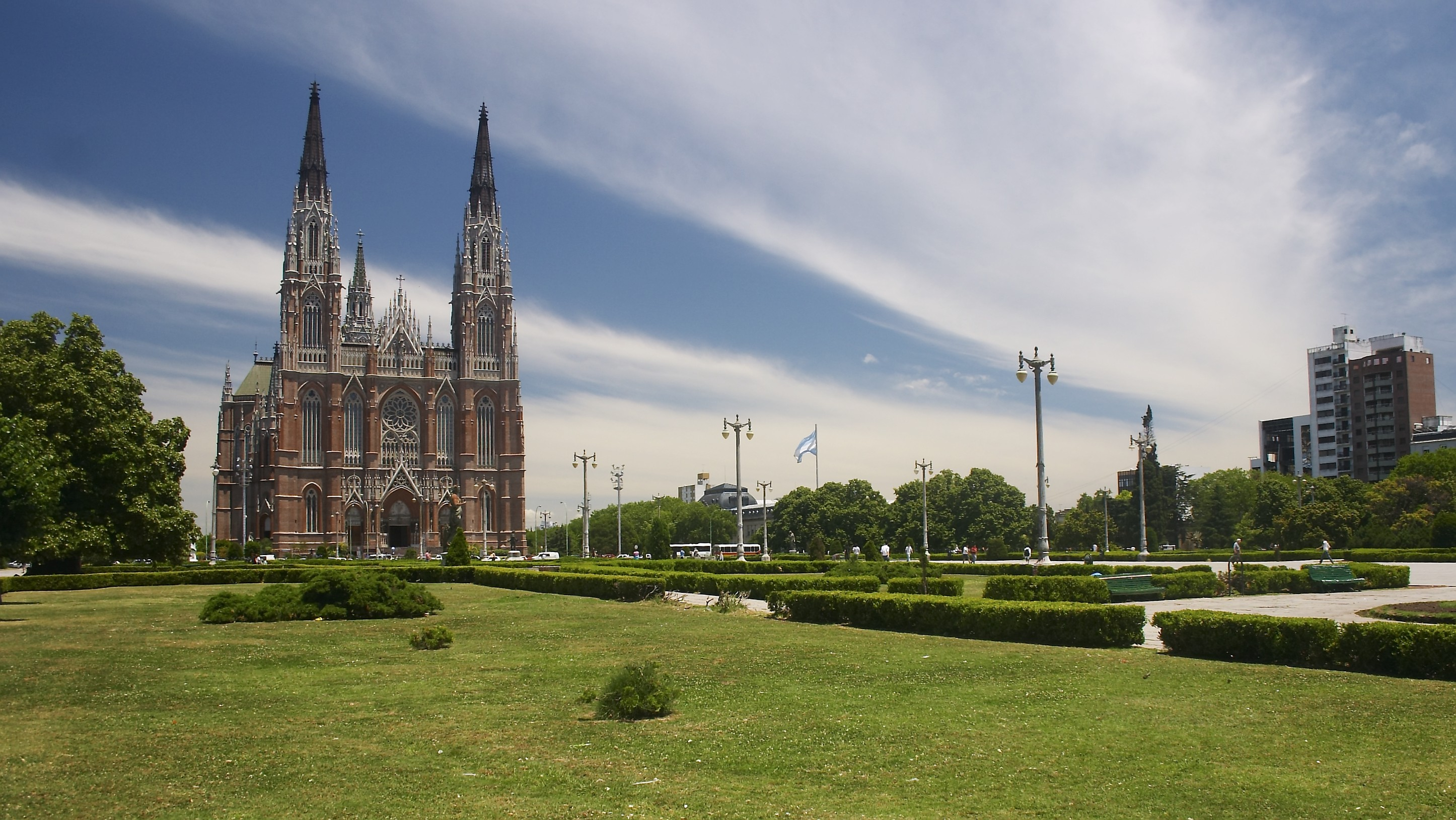
La Plata

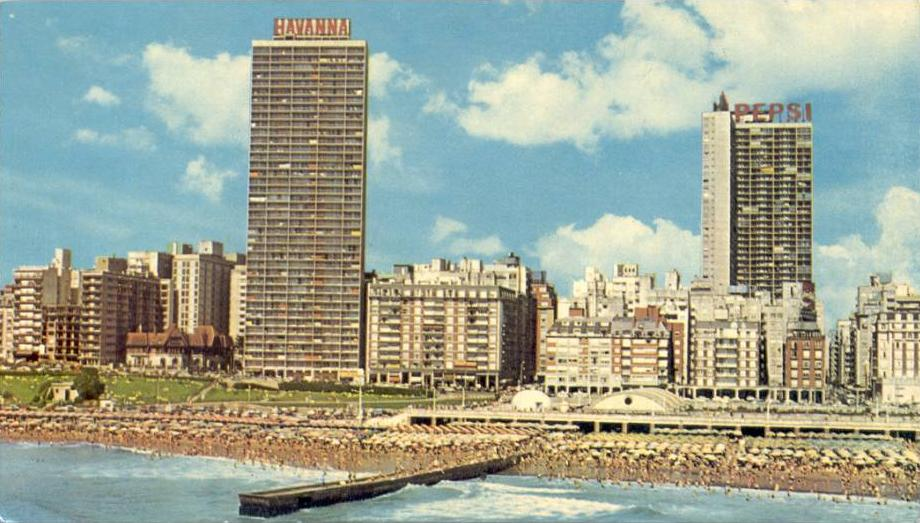
Mar del Plata

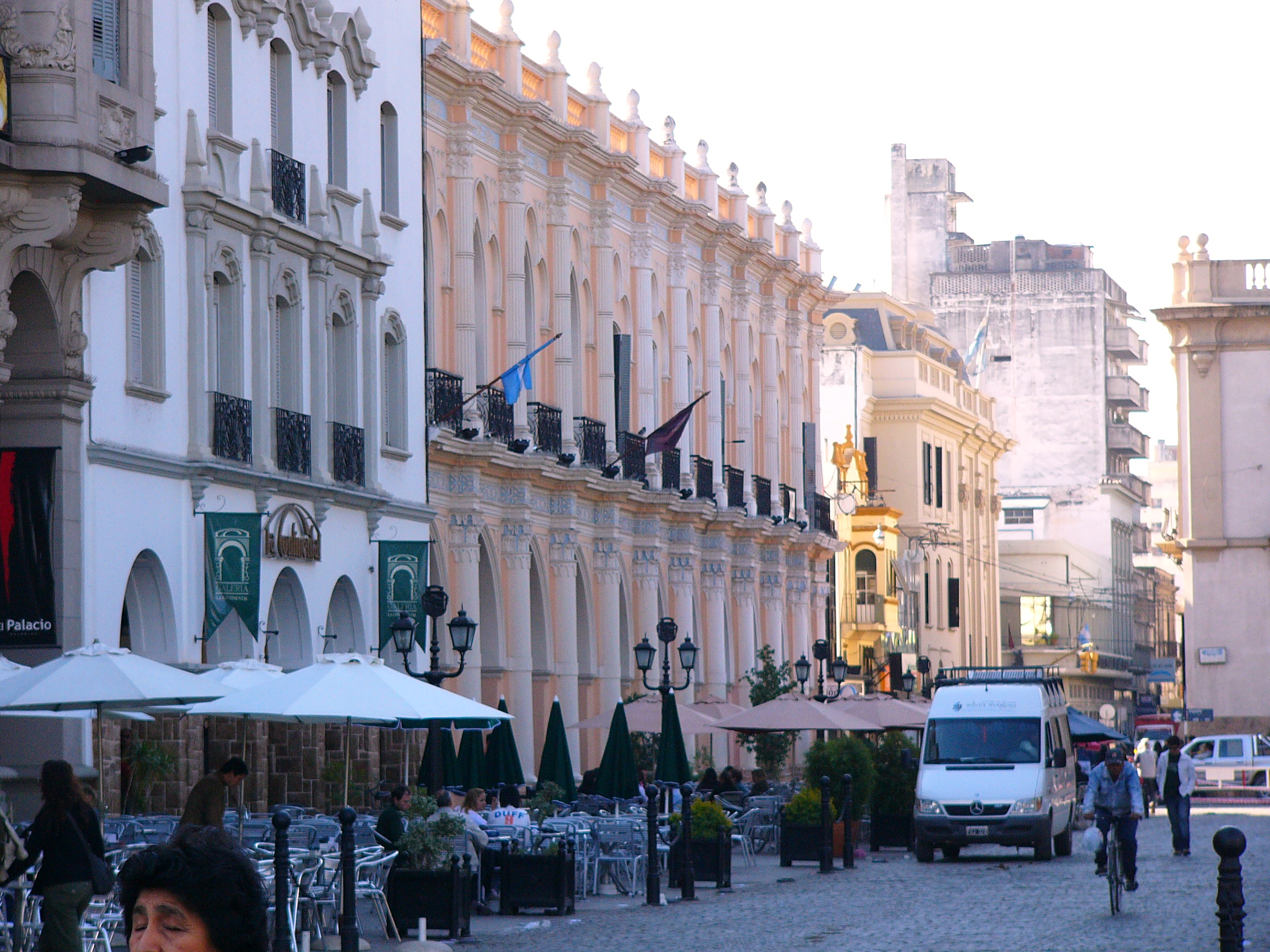
Salta

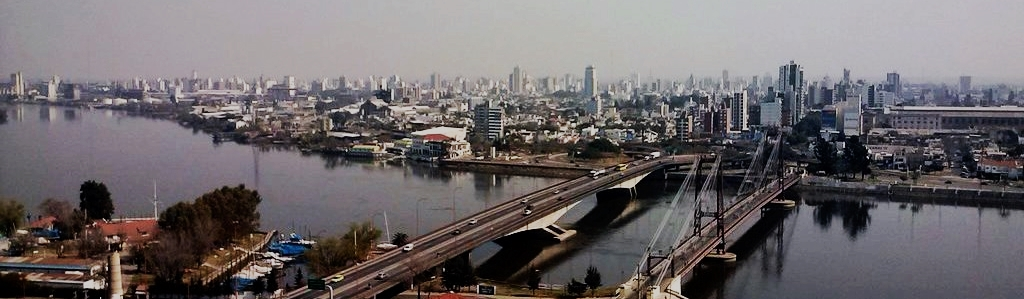
Santa Fe

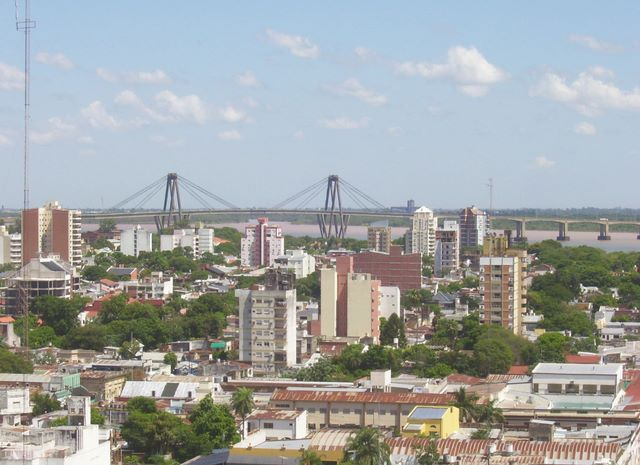
Ciudad de Corrientes

| #   | #    | Ciutat                                  | Província                       | Població (2010 - INDEC) |
| --- | ---- | --------------------------------------- | ------------------------------- | ----------------------- |
| 001 | C-01 | Buenos Aires                            | Ciutat Autònoma de Buenos Aires | 2.890.151               |
| 002 | X-01 | Córdoba                                 | Córdoba                         | 1.329.604               |
| 003 | S-01 | Rosario                                 | Santa Fe                        | 948.312                 |
| 004 | B-01 | La Plata                                | Buenos Aires                    | 740.369                 |
| 005 | B-02 | Mar del Plata                           | Buenos Aires                    | 650.000                 |
| 006 | T-01 | San Miguel de Tucumán                   | Tucumán                         | 549.163                 |
| 007 | A-01 | Salta                                   | Salta                           | 535.303                 |
| 008 | S-02 | Santa Fe                                | Santa Fe                        | 391.231                 |
| 009 | W-01 | Ciudad de Corrientes                    | Corrientes                      | 314.546                 |
| 010 | B-03 | Bahía Blanca                            | Buenos Aires                    | 299,101                 |
| 011 | H-01 | Resistencia                             | Chaco                           | 290.723                 |
| 012 | B-04 | Vicente López                           | Buenos Aires                    | 274.082                 |
| 013 | N-01 | Posadas                                 | Misiones                        | 252.981                 |
| 014 | B-05 | Merlo                                   | Buenos Aires                    | 244.168                 |
| 015 | E-01 | Paraná                                  | Entre Ríos                      | 247.863                 |
| 016 | Y-01 | San Salvador de Jujuy                   | Jujuy                           | 231.229                 |
| 017 | B-06 | Quilmes                                 | Buenos Aires                    | 230.810                 |
| 018 | G-01 | Ciudad de Santiago del Estero           | Santiago del Estero             | 230.614                 |
| 019 | B-07 | Pilar                                   | Buenos Aires                    | 226.517                 |
| 020 | B-08 | Banfield                                | Buenos Aires                    | 223.898                 |
| 021 | M-01 | Guaymallén                              | Mendoza                         | 223.365                 |
| 022 | B-09 | José C. Paz                             | Buenos Aires                    | 216.637                 |
| 023 | B-10 | Lanús                                   | Buenos Aires                    | 212.152                 |
| 024 | Q-01 | Ciudad de Neuquén                       | Neuquén                         | 201.868                 |
| 025 | P-01 | Ciudad de Formosa                       | Formosa                         | 222.226                 |
| 026 | M-02 | Godoy Cruz                              | Mendoza                         | 182.563                 |
| 027 | M-03 | Las Heras                               | Mendoza                         | 182.563                 |
| 028 | B-11 | Gregorio de Laferrere                   | Buenos Aires                    | 175.670                 |
| 029 | B-12 | Berazategui                             | Buenos Aires                    | 167.555                 |
| 030 | B-13 | González Catán                          | Buenos Aires                    | 165.206                 |
| 031 | B-14 | San Miguel                              | Buenos Aires                    | 157.532                 |
| 032 | X-02 | Ciudad de Río Cuarto                    | Córdoba                         | 157.010                 |
| 033 | D-01 | Ciudad de San Luis                      | San Luis                        | 153.322                 |
| 034 | B-15 | Moreno                                  | Buenos Aires                    | 149.317                 |
| 035 | E-02 | Concordia                               | Entre Ríos                      | 147.046                 |
| 036 | F-01 | Ciudad de La Rioja                      | La Rioja                        | 146.418                 |
| 037 | K-01 | San Fernando del Valle de Catamarca     | Catamarca                       | 140.741                 |
| 038 | U-01 | Comodoro Rivadavia                      | Chubut                          | 135.813                 |
| 039 | B-16 | Isidro Casanova                         | Buenos Aires                    | 136.091                 |
| 040 | M-04 | San Rafael                              | Mendoza                         | 99.456                  |
| 041 | B-17 | Ituzaingó                               | Buenos Aires                    | 126.631                 |
| 042 | B-18 | San Nicolás de los Arroyos              | Buenos Aires                    | 125.408                 |
| 043 | B-19 | Florencio Varela                        | Buenos Aires                    | 120.678                 |
| 044 | J-01 | Ciudad de San Juan                      | San Juan                        | 112.778                 |
| 045 | B-20 | Lomas de Zamora                         | Buenos Aires                    | 111.897                 |
| 046 | B-21 | Temperley                               | Buenos Aires                    | 111.660                 |
| 047 | M-05 | Ciudad de Mendoza                       | Mendoza                         | 110.993                 |
| 048 | B-22 | Monte Grande                            | Buenos Aires                    | 110.241                 |
| 049 | B-23 | Bernal                                  | Buenos Aires                    | 109.914                 |
| 050 | B-24 | San Justo                               | Buenos Aires                    | 105.274                 |
| 051 | R-01 | San Carlos de Bariloche                 | Río Negro                       | 93.101                  |
| 052 | B-25 | Pergamino                               | Buenos Aires                    | 85.487                  |
| 053 | B-26 | Castelar                                | Buenos Aires                    | 104.019                 |
| 054 | B-27 | Rafael Castillo                         | Buenos Aires                    | 103.992                 |
| 055 | U-02 | Trelew                                  | Chubut                          | 89.547                  |
| 056 | L-01 | Santa Rosa                              | La Pampa                        | 101.987                 |
| 057 | B-28 | Tandil                                  | Buenos Aires                    | 101.010                 |
| 058 | B-29 | Libertad                                | Buenos Aires                    | 100.476                 |
| 059 | B-30 | Ramos Mejía                             | Buenos Aires                    | 98.547                  |
| 060 | B-36 | Zárate                                  | Buenos Aires                    | 98.522                  |
| 061 | D-02 | Villa Mercedes                          | San Luis                        | 97.000                  |
| 062 | Z-01 | Río Gallegos                            | Santa Cruz                      | 95.796                  |
| 063 | B-31 | Caseros                                 | Buenos Aires                    | 95.785                  |
| 064 | G-02 | La Banda                                | Santiago del Estero             | 95.142                  |
| 065 | B-32 | Trujui                                  | Buenos Aires                    | 94.608                  |
| 066 | B-33 | Ezeiza                                  | Buenos Aires                    | 93.247                  |
| 067 | B-34 | Morón                                   | Buenos Aires                    | 92.725                  |
| 068 | B-35 | Virrey del Pino                         | Buenos Aires                    | 90.383                  |
| 069 | R-02 | San Carlos de Bariloche                 | Río Negro                       | 90.000                  |
| 070 | M-06 | Maipú                                   | Mendoza                         | 89.433                  |
| 071 | B-64 | Chivilcoy                               | Buenos Aires                    | 87.510                  |
| 070 | B-37 | Burzaco                                 | Buenos Aires                    | 86.113                  |
| 071 | B-38 | Grand Bourg                             | Buenos Aires                    | 85.159                  |
| 072 | B-39 | Monte Chingolo                          | Buenos Aires                    | 85.060                  |
| 073 | B-40 | Olavarría                               | Buenos Aires                    | 83.738                  |
| 074 | J-02 | Rawson                                  | Chubut                          | 83.605                  |
| 075 | S-03 | Rafaela                                 | Santa Fe                        | 82.530                  |
| 076 | B-41 | Junín                                   | Buenos Aires                    | 82.427                  |
| 077 | B-42 | Remedios de Escalada (Partido de Lanús) | Buenos Aires                    | 81.465                  |
| 078 | B-43 | La Tablada                              | Buenos Aires                    | 80.389                  |
| 079 | B-44 | Campana                                 | Buenos Aires                    | 94.461                  |
| 080 | H-02 | Presidencia Roque Sáenz Peña            | Chaco                           | 76.377                  |
| 081 | J-03 | Rivadavia                               | San Juan                        | 75.950                  |
| 082 | B-45 | Florida (no es ciudad sino barrio)      | Buenos Aires                    | 75.891                  |
| 083 | B-46 | Villa Madero                            | Buenos Aires                    | 75.582                  |
| 084 | B-47 | Olivos (no es ciudad sino barrio)       | Buenos Aires                    | 75.527                  |
| 085 | E-03 | Gualeguaychú                            | Entre Ríos                      | 74.681                  |
| 086 | S-04 | Villa Gobernador Gálvez                 | Santa Fe                        | 74.658                  |
| 087 | B-48 | Villa Luzuriaga                         | Buenos Aires                    | 73.952                  |
| 088 | B-49 | Boulogne Sur Mer                        | Buenos Aires                    | 73.496                  |
| 089 | J-04 | Chimbas                                 | San Juan                        | 73.210                  |
| 090 | B-50 | Ciudadela                               | Buenos Aires                    | 73.155                  |
| 091 | M-07 | Luján de Cuyo                           | Mendoza                         | 73.058                  |
| 092 | B-51 | Ezpeleta                                | Buenos Aires                    | 72.557                  |
| 093 | X-03 | Villa María                             | Córdoba                         | 72.162                  |
| 094 | X-03 | Alderetes                               | Córdoba                         | 18.076                  |
| 094 | R-03 | General Roca                            | Río Negro                       | 69.602                  |
| 095 | B-52 | San Fernando                            | Buenos Aires                    | 69.110                  |
| 096 | B-53 | Ciudad Evita                            | Buenos Aires                    | 68.650                  |
| 097 | S-05 | Venado Tuerto                           | Santa Fe                        | 68.508                  |
| 098 | B-54 | Bella Vista                             | Buenos Aires                    | 67.936                  |
| 099 | B-55 | Luján                                   | Buenos Aires                    | 67.266                  |
| 100 | A-02 | San Ramón de la Nueva Orán              | Salta                           | 66.579                  |
| 101 | R-04 | Cipolletti                              | Río Negro                       | 66.472                  |
| 102 | W-02 | Goya                                    | Corrientes                      | 66.462                  |
| 103 | S-06 | Reconquista                             | Santa Fe                        | 66.187                  |
| 104 | B-56 | Wilde                                   | Buenos Aires                    | 65.881                  |
| 105 | B-57 | Martínez                                | Buenos Aires                    | 65.859                  |
| 106 | B-58 | Necochea                                | Buenos Aires                    | 65.459                  |
| 107 | B-59 | Don Torcuato                            | Buenos Aires                    | 64.867                  |
| 108 | T-02 | Banda del Río Salí                      | Tucumán                         | 64.591                  |
| 109 | E-04 | Concepción del Uruguay                  | Entre Ríos                      | 64.538                  |
| 110 | B-60 | General Rodríguez                       | Buenos Aires                    | 63.317                  |
| 111 | B-61 | Villa Tesei                             | Buenos Aires                    | 63.164                  |
| 112 | B-62 | Ciudad Jardín El Libertador             | Buenos Aires                    | 61.780                  |
| 113 | X-04 | Villa Carlos Paz                        | Córdoba                         | 60.900                  |
| 114 | B-63 | Sarandí                                 | Buenos Aires                    | 60.725                  |
| 116 | B-65 | Villa Domínico                          | Buenos Aires                    | 58.824                  |
| 117 | B-66 | Béccar                                  | Buenos Aires                    | 58.811                  |
| 118 | X-05 | San Francisco                           | Córdoba                         | 58.588                  |
| 119 | B-67 | Glew                                    | Buenos Aires                    | 57.878                  |
| 120 | U-03 | Puerto Madryn                           | Chubut                          | 93.995                  |
| 121 | B-68 | Punta Alta                              | Buenos Aires                    | 57.296                  |
| 122 | B-69 | El Palomar                              | Buenos Aires                    | 57.146                  |
| 123 | B-70 | Rafael Calzada                          | Buenos Aires                    | 56.419                  |
| 124 | A-03 | Tartagal                                | Salta                           | 55.508                  |
| 125 | Y-02 | San Pedro de Jujuy                      | Jujuy                           | 55.084                  |
| 126 | B-71 | Belén de Escobar                        | Buenos Aires                    | 55.054                  |
| 127 | B-72 | Berisso                                 | Buenos Aires                    | 54.406                  |
| 128 | B-73 | Mariano Acosta                          | Buenos Aires                    | 54.081                  |
| 129 | B-74 | San Francisco Solano                    | Buenos Aires                    | 53.363                  |
| 130 | B-75 | Los Polvorines                          | Buenos Aires                    | 53.354                  |
| 131 | B-76 | Azul                                    | Buenos Aires                    | 53.054                  |
| 132 | B-77 | Lomas del Mirador                       | Buenos Aires                    | 52.971                  |
| 133 | V-01 | Río Grande                              | Terra del Foc                   | 52.786                  |
| 134 | B-78 | Presidente Perón                        | Buenos Aires                    | 52.529                  |
| 135 | L-02 | General Pico                            | La Pampa                        | 52.414                  |
| 136 | B-79 | Mercedes                                | Buenos Aires                    | 51.967                  |
| 137 | B-80 | Bosques                                 | Buenos Aires                    | 51.663                  |
| 138 | N-02 | Oberá                                   | Misiones                        | 51.681                  |
| 139 | H-03 | Barranqueras                            | Chaco                           | 50.738                  |
| 140 | T-03 | Yerba Buena/Marcos Paz                  | Tucumán                         | 50.057                  |
| 141 | B-81 | Villa Centenario                        | Buenos Aires                    | 49.737                  |
| 142 | M-08 | San Martín                              | Mendoza                         | 49.491                  |
| 143 | B-82 | Gobernador Julio A Costa                | Buenos Aires                    | 49.291                  |
| 144 | B-83 | William Morris                          | Buenos Aires                    | 48.916                  |
| 145 | B-84 | El Jagüel                               | Buenos Aires                    | 48.781                  |
| 146 | T-04 | Villa Mariano Moreno-El Colmenar        | Tucumán                         | 48.655                  |
| 147 | N-03 | Eldorado                                | Misiones                        | 47.794                  |
| 148 | B-85 | Longchamps                              | Buenos Aires                    | 47.622                  |
| 149 | P-02 | Clorinda                                | Formosa                         | 46.884                  |
| 150 | R-05 | Viedma                                  | Río Negro                       | 46.767                  |
| 151 | T-05 | Concepción                              | Tucumán                         | 46.194                  |
| 152 | B-86 | Tres Arroyos                            | Buenos Aires                    | 45.986                  |
| 153 | V-02 | Ushuaia                                 | Terra del Foc                   | 56.825                  |
| 154 | B-87 | San Isidro                              | Buenos Aires                    | 292.878                 |
| 155 | Y-03 | Palpalá                                 | Jujuy                           | 45.077                  |